# Leif Andreas Larsen

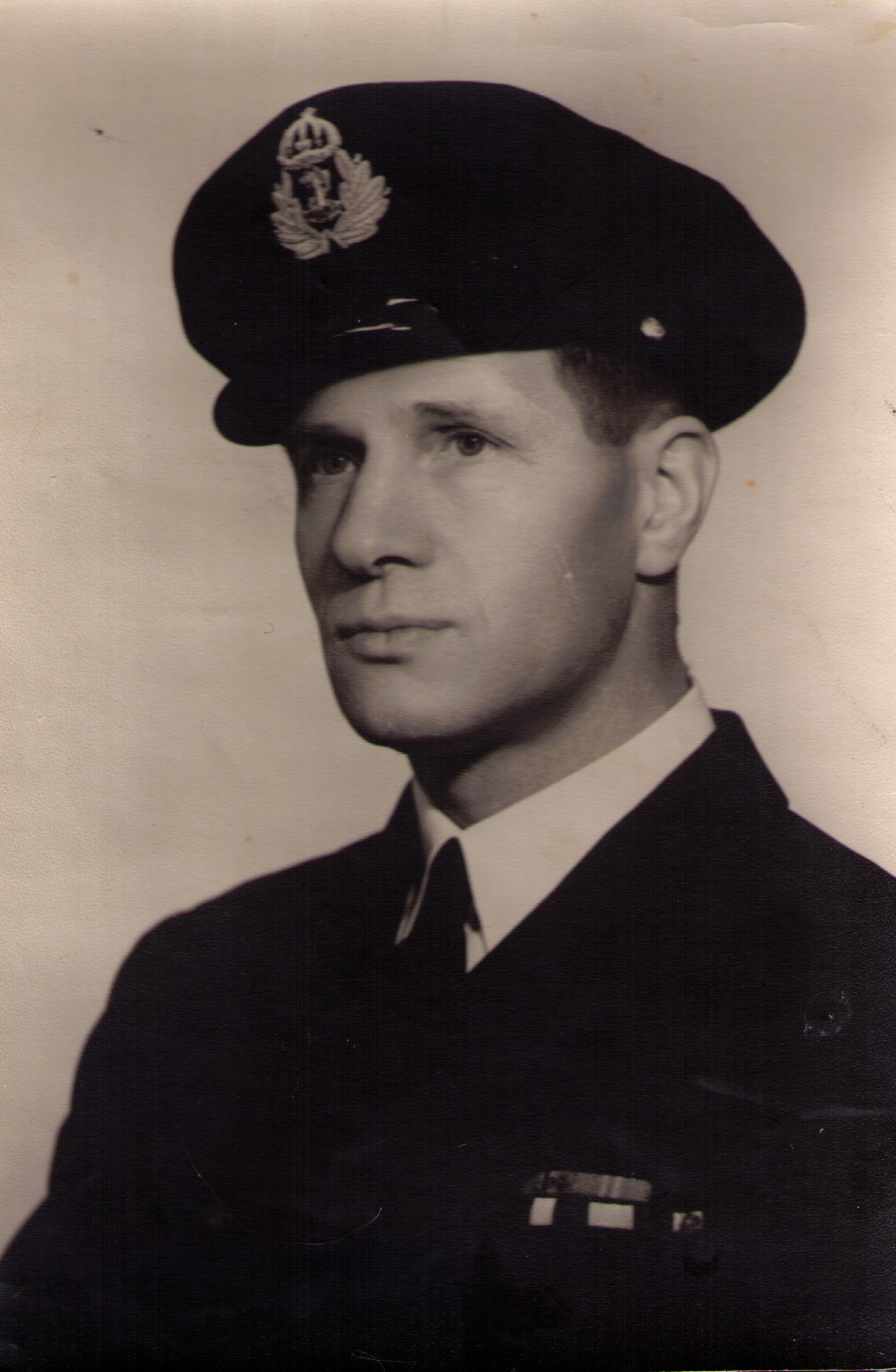
Leif Larsen genannt Shetland Larsen

Leif Andreas Larsen (* 9. Januar 1906 in Bergen; † 12. Oktober 1990 ebenda), bekannt als „Shetland Larsen“, war ein norwegischer Seemann und wurde im Zweiten Weltkrieg in Diensten des britischen Special Operations Executive (SOE) zu einem hochdekorierten Marineoffizier und nationalem Helden.

## Shetland Bus

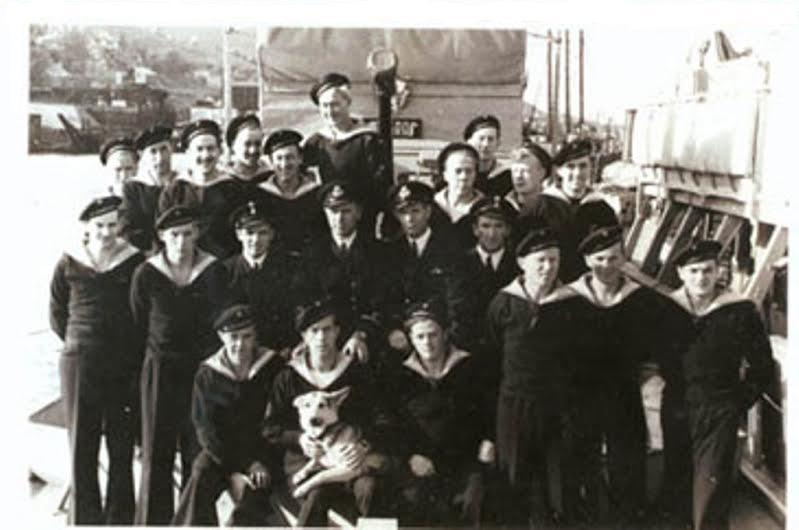
Leif Larsen mit Mannschaft auf der Vigra

Der SOE betrieb von Lunna und Scalloway auf den Shetland-Inseln einen geheimen Bootsverkehr, den Shetland Bus, in das vom Deutschen Reich besetzte Norwegen, um die dortigen Widerstandsbewegungen mit Waffen, Ausrüstung und Ausbildern zu versorgen und auf dem Rückweg Flüchtlinge und Freiwillige nach England zu bringen. Der Norweger Larsen schloss sich nach seiner Flucht aus Norwegen der für den britischen Geheimdienst Special Operations Executive (SOE) operierenden norwegischen Kompanie Linge an und unternahm als Schiffsführer 52 solcher gefährlichen Feindfahrten im Nordatlantik. Zunächst auf Fischkuttern und ab Ende 1943 auf dem von der US Navy dafür gestellten U-Boot-Jäger Vigra.

## Operation Title
Unter Leitung von Larsen sollte das Fischerboot Arthur im Auftrag des SOE am 30. Oktober 1942 mit zwei bemannten Chariot-Torpedos nahe genug an das im Fættenfjord östlich von Trondheim liegende Schlachtschiff Tirpitz heranfahren, um mit Hilfe der Chariots zwei Sprengköpfe durch Kampftaucher zu platzieren. Als die Arthur am 31. Oktober nach einem Maschinenschaden verspätet in den Trondheimfjord einlief, geriet sie in schweres Wetter und die Chariots gingen verloren. Daraufhin entschloss sich die Besatzung 16 km vor dem Ziel am frühen Morgen des 1. November, die Arthur aufzugeben und zu versenken. Das Kommando ging in Norwegen an Land und konnte auf eigene Faust das neutrale Schweden erreichen. Ein Mann wurde von den Deutschen gefangen genommen und gemäß Kommandobefehl hingerichtet.

## Auszeichnungen

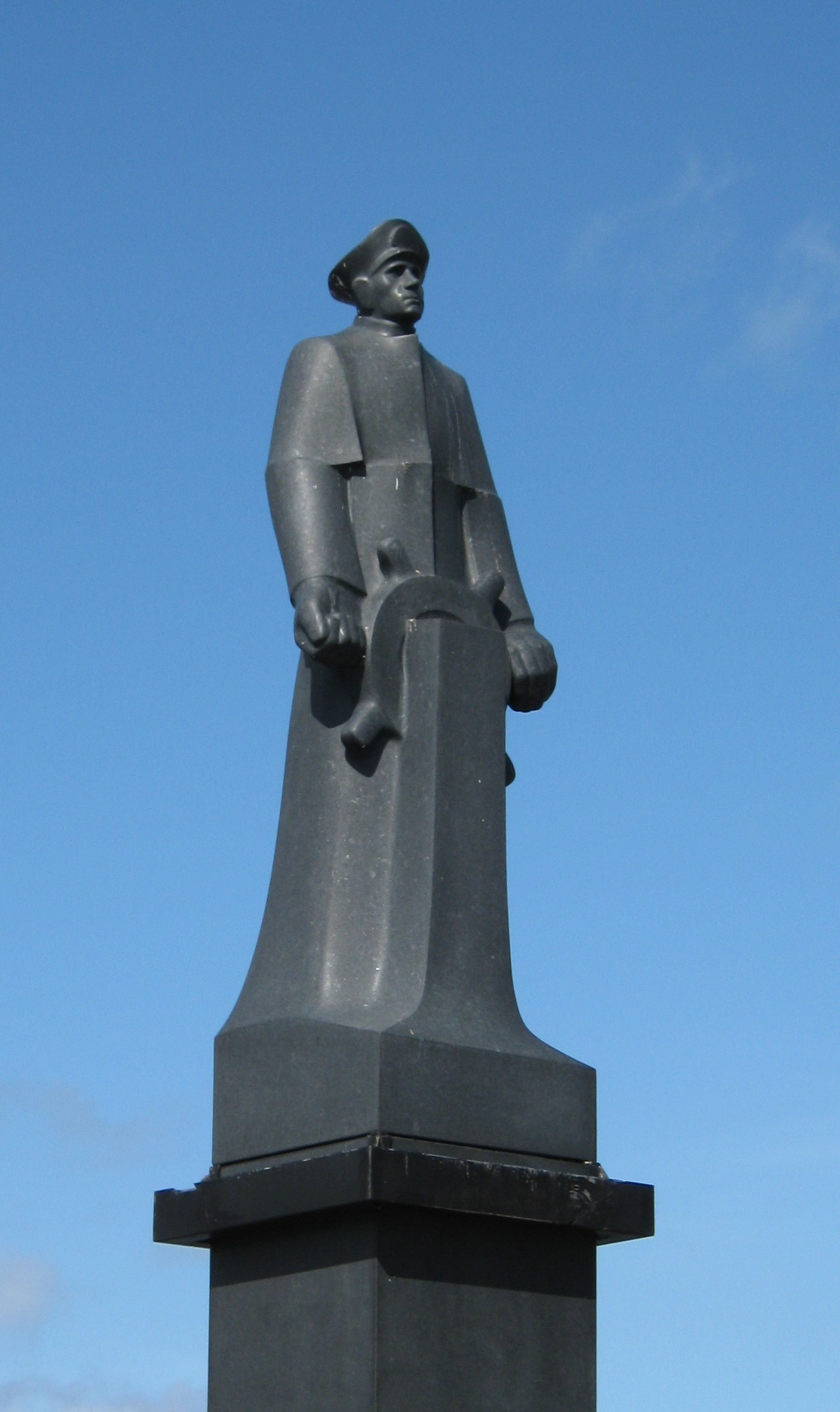
Denkmal in Bergen

- finnische Medaille für Teilnehmer am Winterkrieg gegen die Sowjetunion
- britisches Distinguished Service Cross
- britische Conspicuous Gallantry Medal
- britische Distinguished Service Medal
- britischer Distinguished Service Order
- norwegisches Kriegskreuz mit zwei Schwertern
- norwegische Deltagermedaljen 9. April 1940 - 8. Mai 1945
- norwegische St. Olavs Medaille mit Eichenlaub
- norwegische Haakon VII 70th Anniversary Medal
- norwegische Krigsmedaljen  mit drei Sternen
- US Medal of Freedom
- Namensgeber für die Larsenbrekka in der Antarktis